# Leltjytsy rajon
Leltjytsy rajon (belarusiska: Лельчыцкі раён: Leltjytski rajon), även Leltjitsi rajon (ryska: Лельчицкий район: Leltjitskij rajon) är ett distrikt i Belarus. Huvudort är Leltjytsy och ligger i Homels voblast, i den centrala delen av landet, 230 km söder om huvudstaden Minsk.